# Festuca kurtschumica
Festuca kurtschumica är en gräsart som beskrevs av Evgenii Borisovich Alexeev. Festuca kurtschumica ingår i släktet svinglar, och familjen gräs. Inga underarter finns listade i Catalogue of Life.